# Los fantasmas de Ismael
Los fantasmas de Ismael (en francés : Les Fantômes d'Ismaël ) es una película dramática francesa de 2017 dirigida por Arnaud Desplechin , protagonizada por Mathieu Amalric , Marion Cotillard , Charlotte Gainsbourg y Louis Garrel. La película se basa en la vida de un cineasta cuya vida se hunde en picada, justo cuando está a punto de comenzar a rodar una nueva película, por el regreso de su esposa, que desapareció hace 20 años y a quien creía muerta.
La película se estrenó en el Festival de Cine de Cannes 2017 como la película de apertura. Además de recibir críticas mayormente positivas, fue nominada dos veces en los Premios Lumiere.

## Sinopsis
Un director de cine ve cómo su vida sufre un vuelco cuando su examante regresa cuando está a punto de iniciar el rodaje de su próxima película.

## Reparto
- Mathieu Amalric como Ismaël Vuillard.
- Marion Cotillard como Carlotta Bloom.
- Charlotte Gainsbourg como Sylvia.
- Louis Garrel como Ivan Dedalus.
- Alba Rohrwacher como Arielle / Faunia.
- Laszló Szabó como Henri Bloom.
- Hippolyte Girardot como Zwy.
- Jacques Nolot como Claverie.
- Catherine Mouchet
- Samir Guesmi como el Doctor.

## Recepción

### Crítica
Rotten Tomatoes da a la película una calificación de aprobación del 61% sobre la base de 18 revisiones y un puntaje promedio de 5.9 / 10.. En Metacritic, que asigna una calificación normalizada de 100 según las críticas de la corriente dominante, la película tiene una puntuación de 57 basada en 10 reseñas, lo que indica "críticas mixtas o promedio".

### Reconocimiento
- 2017: Festival de Cannes: sección oficial (inauguración)
- 2017: Festival de Gijón: Sección oficial largometrajes a concurso
- 2017: Premios Lumiere : 2 nominaciones